# Brnobići (Kaštelir-Labinci)
Pour les articles homonymes, voir Brnobići.
Brnobići (en italien : Bernobi) est une localité de Croatie située en Istrie, dans la municipalité de Kaštelir-Labinci, dans le comitat d'Istrie. En 2001, la localité comptait 123 habitants.

## Démographie
| 1948 | 1953 | 1961 | 1971 | 1981 | 1991 | 2001 |
| ---- | ---- | ---- | ---- | ---- | ---- | ---- |
| 126  | 114  | 87   | 73   | 56   | 88   | 123  |